# Leperina squamulosa
Leperina squamulosa  (лат.) — вид жуков-темнотелок из подсемейства Trogossitinae. Распространён в Азии — на Корейском полуострове, на островах Хоккайдо и Хонсю в Японии, на востоке и севере Китая, Монголии и Восточной Сибири. Длина тела имаго около 12 мм.